# Carl Abraham Arfwedson
Pour les articles homonymes, voir Arfwedson.
Carl Abraham Arfwedson, né le 24 janvier 1774 à Stockholm et décédé le 11 février 1861 dans la même ville, est un marchand de soie, un directeur et un graveur suédois.

## Biographie
Carl Abraham Arfwedson est le fils du riche commerçant Karl Kristoffer Arfwedson (1735-1826) et de Charlotta von Langenberg. Il est le frère de Charlotta Arfwedson (1776-1862). Son beau-frère, Carl Carlsson Mörner (1755-1821) a été gouverneur général de Norvège.
Il a été éduqué dans le but de reprendre l'entreprise commerciale prospère Tottie & Arfwedson de son père et de son grand-père, et a fait plusieurs voyages d'étude à l'étranger. Il travaille notamment pour la firme française de François Clary à Marseille. La fille du directeur, Désirée Clary, sera plus tard la reine consort de Suède. Il retourne définitivement en Suède en 1808 et reprend l'entreprise en tant que directeur à la mort de son père en 1826. Il est élu directeur de la Compagnie suédoise des Indes orientales pendant un certain temps. Dans les années 1810, il est propriétaire de la villa Listonhill à Stockholm, qui a été pendant une période un centre de la vie sociale de la classe supérieure bourgeoise de la capitale.
Carl Abraham Arfwedson est également connu pour ses gravures. En 1787, il devient l'élève de Jacob Gillberg (1724-1793) à l'Académie royale suédoise des beaux-arts. Certaines de ses œuvres sont conservées au Musée des Beaux-Arts de Göteborg.
Après le départ de Suède de Marcelle Tascher de la Pagerie (1792-1866), la tante paternelle de la reine Désirée, la reine se serait sentie seule et isolée. La reine a alors commencé à passer plus de temps avec Carl Abraham Arfwedson, qui avait vécu chez elle pendant son éducation et avec qui elle aimait parler de la France, une amitié qui a provoqué des rumeurs selon lesquelles ils auraient eu une romance.